# Tongue, Skottland
Tongue är en ort i Storbritannien.   Den ligger i kommunen Highland och riksdelen Skottland, i den norra delen av landet, 800 km norr om huvudstaden London. Tongue ligger 51 meter över havet och antalet invånare är 445.
Terrängen runt Tongue är kuperad åt sydväst, men åt nordost är den platt.  Trakten runt Tongue är nära nog obefolkad, med mindre än två invånare per kvadratkilometer. Det finns inga andra samhällen i närheten. Trakten runt Tongue består i huvudsak av gräsmarker.